# Rivière aux Trembles
Rivière aux Trembles är ett vattendrag i Kanada.   Det ligger i provinsen Québec, i den östra delen av landet, 400 km nordost om huvudstaden Ottawa. Rivière aux Trembles ligger vid sjöarna  Lac à la Truite och Lac du Crapaud.
I omgivningarna runt Rivière aux Trembles växer i huvudsak blandskog. Trakten runt Rivière aux Trembles är nära nog obefolkad, med mindre än två invånare per kvadratkilometer.